# Menachem Mazuz
Menachem Mazuz (hebrejsky: מני מזוז, narozen 30. dubna 1950) je izraelský právník, a od roku 2014 soudce Izraelského nejvyššího soudu. V letech 2004 až 2010 zastával funkci Generálního prokurátora.

## Biografie
Narodil se na tuniskm ostrově Džerba do rodiny rabína, jako čtvrté z devíti dětí. Společně s rodinou podnikl aliju do Izraele, kde se usadili v rozvojovém městě Netivot v Negevské poušti. Po absolvování středních škol v Jeruzalémě nastoupil na povinnou vojenskou službu v izraelské armádě, kde sloužil u obrněného sboru. Následně vystudoval právo na Hebrejské univerzitě a jeho specializací se stalo veřejné a správní právo. Po studiích pracoval na ministerstvu spravedlnosti a řadu let též působil při úřadu státního prokurátora, kde měl na starosti stížnosti k Nejvyššímu soudu. V první polovině se podílel na koordinování právních aspektů izraelských jednání s Jordánskem a palestinskými Araby. V letech 1995 byl jmenován zástupcem Generálního prokurátora, kterým byl až do roku 2004, kde ve funkci Generálního prokurátora vystřídal Eljakima Rubinsteina.
Žije v Jeruzalémě, je ženatý a má dvě děti.